# Mobile Commerce
Mobile Commerce (M-Commerce, MC) ist eine spezielle Ausprägung des elektronischen Handels (englisch electronic commerce, kurz EC) unter Verwendung drahtloser Kommunikation und mobiler Endgeräte.
Mobile Commerce bezeichnet jede Art von geschäftlicher Transaktion, bei der die Transaktionspartner im Rahmen von Leistungsanbahnung, Leistungsvereinbarung oder Leistungserbringung mobile elektronische Kommunikationstechniken (wie z. B. Mobilfunk, Wireless LAN oder Bluetooth) in Verbindung mit mobilen Endgeräten einsetzen.
Für den Mobile Commerce gibt es in der Literatur noch kein einheitliches Begriffsgerüst, so dass auf diese Definition analog zum Electronic-Commerce häufig auch der Begriff Mobile-Business Anwendung findet und Mobile Commerce nur im engeren Sinne, also für Warenverkehr, gebraucht wird. (In diesem engeren Sinne könnte man den Begriff des MC dann auch mit „Mobiler Handel“ übersetzen, was aber für den vollständigen Begriffsinhalt irreführend wäre.)
Neben technischen sind dabei auch wirtschaftliche Aspekte zu betrachten, so z. B. die Möglichkeiten und speziellen Gestaltungsregeln bei der Realisierung von MC-Anwendungen, Sicherheitsaspekte, die sehr spezielle Wertschöpfungskette im Mobile Commerce, Geschäfts- und Erlösmodelle, Abrechnungsmodelle sowie die verschiedenen Anwendungsbereiche des Mobile Commerce.
Insbesondere auf Basis von SMS vermittelte Mehrwertdienste sind in den letzten Jahren immer wieder in der Öffentlichkeit diskutiert worden.

## Realisierung von MC-Anwendungen
Zu Beginn der Überlegungen zur MC-Anwendungen überwog die Überzeugung, es genüge nicht, ein existierendes Angebot auf einem mobilen Endgerät verfügbar zu machen, etwa eine bestehende Webseite mobil zugänglich. Denn zum einen habe die Verwendung mobiler Kommunikationstechniken und Endgeräte spezifische Vor- und Nachteile, zum anderen unterscheide sich die Nutzerbedürfnisse typischerweise erheblich von denjenigen bei Anwendungen außerhalb des MC.
Diese Erkenntnis hatte eine Reihe betriebswirtschaftlicher Implikationen und zog auf technischer Seite zudem für den Anwendungsentwurf einen wichtigen Grundsatz nach sich: „Design to Mobile“. Damit war gemeint, dass eine Mobile App, zum Beispiel eine Shopping-App speziell auf die Potenziale und Probleme der Mobilität maßgeschneidert sein solle. Probleme bezogen sich dabei vor allem auf die MC-relevanten Schnittstellen, die Darstellungs- und die Eingabemöglichkeiten der damals (im Massenmarket) verfügbaren Zielgeräte sowie Art und Bandbreite der damals verfügbaren Datenübertragung (GPRS, HSCSD).
Mit der Weiterentwicklung des mobilen Internets, insbesondere auch der Einführung von UMTS und HSDPA und neuen Abrechnungsmodellen einerseits (landesspezifisch unterschiedlich), und leistungsfähiger Endgeräte (Smartphone) mit ausgereifteren, Betriebssystemen nahmen die Beschränkungen für mobile Apps deutlich ab. Es zeigte sich, dass mobile Eigenschaften wie standortbezogene Dienste zu dieser Zeit eher in Spezialanwendungen (z. B. digitales Flottenmanagement) als im Massenmarkt eine Rolle spielten. Das Apple iPhone und später Geräte mit ähnlichen Fähigkeiten verkleinerten die Lücke zwischen dem, was mit mobilen Endgeräten sinnvoll nutzbar ist, und das was mit stationären Endgeräten nutzbar ist.
Je nach Kategorie und Ausprägung kann eine Interaktion mit dem Nutzer über verschiedene MC-relevante Schnittstellen realisiert werden, in Betracht kommen dabei Interactive Voice Response, Versand/Empfang von SMS oder MMS, internetbasierte einfache Interaktion (etwa mittels WAP oder XHTML-Seiten), einfache Anwendungen (mittels simpler Skriptsprachen) und komplexe Anwendungen (mittels regulärer höherer Programmiersprachen, z. B. auf Basis von J2ME, Symbian OS, Windows Mobile oder BREW). Zudem unterscheidet man Pull-Dienste, bei denen der Nutzer die Datenübertragung initiiert, und Push-Dienste, bei denen der Nutzer aktiv angesprochen wird.
Die generellen Nutzerpräferenzen im MC erfordern schnelle Anwendungen, die wenig Speicher benötigen und intuitiv mit wenigen Tastendrücken bedienbar sind.
Nach der Panelbefragung „G+J Mobile 360° // Round 3“ von G+J stieg die Anzahl mobiler Internetnutzer um 70 Prozent innerhalb von zwei Jahren. Dies wirkt sich auch auf das mobile-Shopping-Verhalten aus. Ein Shop sollte dennoch evaluieren, ob sich eine MC-Anwendung für den speziellen Fall lohnt. Dafür müssen belastbare Zahlen erstellt werden, mit denen eine potentielle Verlust-Rechnung erstellt werden kann. Für die Berechnung werden zum einen der Umsatz des Shops in einem bestimmten Zeitraum benötigt. Mit Hilfe von Tools wie Google Analytics können unterschiedliche Daten über die Shop-Besucher ermittelt werden. Dazu gehören auch Informationen über die Gerätekategorie.

## Sicherheitsaspekte
Aus der Sicht des Anbieters kann das Niveau der Informationssicherheit der von ihm verwendeten Anwendungen seine Geschäftstätigkeit vor allem auf zwei Arten beeinflussen: Es entsteht ein Schaden durch Angriffe Dritter oder Betrug des Kunden, oder aber Kunden nehmen auf Grund von Sicherheitsbedenken ein Angebot nicht wahr. Dies war vor allem zu Beginn ein wesentliches Thema: Die Sicherheitsziele Autorisierung, Vertraulichkeit, Integrität, Authentisierung und Nichtabstreitbarkeit sind in der Regel durch technische Schutzmaßnahmen, insbesondere den Einsatz von Kryptografie, zu erreichen. Diese wiederum erfordert ein gewisses Mass an Rechenleistung auf den mobilen Endgeräten, wodurch die Fragen der CPU-Leistungsaufnahme und die Ladungsmenge der verwendeten Akkumulatoren ins Blickfeld rückten.
Durch deutliche Fortschritte in beiden Bereichen ist es heute möglich, Standardtechniken auch zum Schutz der spezifischen Angriffspunkte im MC einzusetzen, zum Schutz des Mobilgeräts und der Luftschnittstelle. Zum Schutz vor der Installation von möglicherweise schädlichen Anwendungen auf mobilen Endgeräten kommen digitale Zertifikate zum Einsatz (Bsp. Sicherheit bei Symbian OS). Weiterhin unterstützen gängige mobile Endgeräte dank deutlich gesteigerter Rechenleistung heute Hypertext Transfer Protocol Secure zur Verschlüsselung der Kommunikation.
Zu berücksichtigen ist, wie grundsätzlich im Bereich der Informationssicherheit, eine Differenz zwischen der tatsächlichen, der objektiven Sicherheit und jener, die der Nutzer wahrnimmt, der subjektiven Sicherheit. Hier liegt häufig die Ursache, wenn auf Grund von Sicherheitsbedenken Endkunden ein Angebot nicht nutzen oder das Management eines Unternehmens sich gegen den Einsatz mobiler Technologien entscheidet.

## Wertschöpfungskette
Innerhalb und im Umfeld des MC findet eine Vielzahl von Wertschöpfungsaktivitäten statt. Dabei besteht nicht nur eine starke Interdependenz zwischen den verschiedenartigsten dieser Aktivitäten, sondern häufig sind auch Akteure in mehreren unterschiedlichen Bereichen tätig. Im einfachen Fall handelt es sich dabei um Disintermediation, also Ausdehnung auf benachbarte Wertschöpfungsstufen. Dabei könnte es sich etwa um einen Inhalteanbieter handeln, der seine Inhalte selbst aufbereitet und sogar über ein Portal bereitstellt. In anderen Fällen haben technologische, historische oder Gründe der Marktmacht zur Diversifizierung von Firmen geführt. Typische Beispiele sind Unternehmen, die beim Endkunden über hohen Bekanntheitsgrad als Endgerätelieferanten verfügen, ihr tatsächliches Kerngeschäft aber als Infrastrukturlieferanten betreiben.
Dieses Beziehungsgeflecht beeinflusst viele Vorgänge und kann nur erfasst werden, wenn die Betrachtung der Wertschöpfungsaktivitäten im MC deutlich breiter angelegt wird als etwa im Electronic-Commerce. Damit sind nicht nur die primären Aktivitäten – die direkt zu Produkten oder Dienstleistungen gemäß der obigen Definition des MC beitragen – zu berücksichtigen, sondern auch sekundäre Aktivitäten. Insgesamt lassen sich drei große Wertschöpfungsbereiche identifizieren: die Bereitstellung von Ausrüstung und Anwendungen, die Bereitstellung von Netzen zur drahtlosen Kommunikation und die Bereitstellung von Diensten und Inhalt für Endkunden. Für eine detaillierte Wertschöpfungskette vgl.

## Geschäfts-, Erlös- und Abrechnungsmodelle
Geschäftsmodelle im MC lassen sich in die grundlegenden Bausteine (klassisches) Gut, (klassische) Dienstleistung, Dienst, Vermittlung, Integration, Inhalt und Kontext zerlegen. Eine Möglichkeit der Bewertung von Geschäftsmodellen bietet die Anwendung der Theorie Informationeller Mehrwerte und deren Erweiterung durch das Konzept der Mobile-Mehrwerte.
Erlöse lassen sich dabei aus drei Erlösquellen erzielen: direkt vom Nutzer eines MC-Angebots, indirekt bezogen auf den Nutzer des MC-Angebots (d. h. Erlöse durch Dritte) und indirekt bezogen auf das MC-Angebot (d. h. im Rahmen eines Nicht-MC-Angebots). Darüber hinaus lassen sich Erlöse nach der Erlösart kategorisieren. Hierbei unterscheidet man zwischen transaktionsabhängigen und transaktionsunabhängigen Erlösen. Zur Generierung direkter transaktionsabhängiger Erlöse ist ein funktionierendes mobiles Bezahlen erforderlich, im einfachsten Fall mittels Abrechnung über die Mobilfunkrechnung.
Häufig wird ein MC-Angebot vom Mobilfunkanbieter erworben und dem Kunden auf eigene Rechnung angeboten. Im Zeitalter der 2.5- und 3G-Netze setzt sich jedoch auch auf dem deutschen Markt immer stärker das Angebot direkt durch den Dienstanbieter durch. Hierbei tritt der Anbieter in eine direkte Kundenbeziehung ein und stellt durch Inhalt und Qualität des Dienstes einen Mehrwert bereit, den der Kunde zuzüglich zum Transport der Daten bezahlt. Zwischen Anbieter und Netzbetreiber erfolgt in irgendeiner Form ein Ausgleich von Mehrwert und Bereitstellungsaufwand. Werden das Datenvolumen und der Mehrwert des Dienstes getrennt bepreist, wird dies als Abrechnung durch Premiumtarif bezeichnet; zahlt der Kunde für eine Nutzung des Dienstes eine feste Summe, die Transport und Mehrwert beinhaltet, spricht man von Abrechnung durch Festpreis. Die erforderliche Aufteilung des Entgeltes zwischen Mobilfunk- und Dienstanbieter bezeichnet man als Revenue Sharing.

## Anwendungsbereiche
Wichtige Anwendungsbereiche sind
- MC-Anwendungen und Dienste, die von Mobilfunk-, Portal- und spezialisierten Dienstanbietern für Endkunden oder für Geschäftskunden angeboten werden, insbesondere mobiler Handel, Such- und Informationsdienste sowie Portale und Unterhaltung. Es sind z. B. Mobile-Banking, Mobile-Entertainment und mobile Informationsdienste (auch als Mobile-Content bekannt), Mobile-Marketing und Mobile-Ticketing.

- Mobiler Geschäftsprozess, die Anwendung mobiler Technologien zur Einbindung mobiler Arbeitsplätze in die elektronische betriebliche Leistungskette, insbesondere in Verbindung mit der Verbesserung von Geschäftsprozessen.